# Кубок конфедерацій 1999
Кубок конфедерацій 1999 (англ. 1999 FIFA Confederations Cup) — четвертий Кубок конфедерацій, який пройшов з 24 липня по 4 серпня 1999 року в Мексиці. Цей кубок став першим, який проводився поза межами Саудівської Аравії, а також перший, в якому господарі турніру стали переможцями.

## Учасники

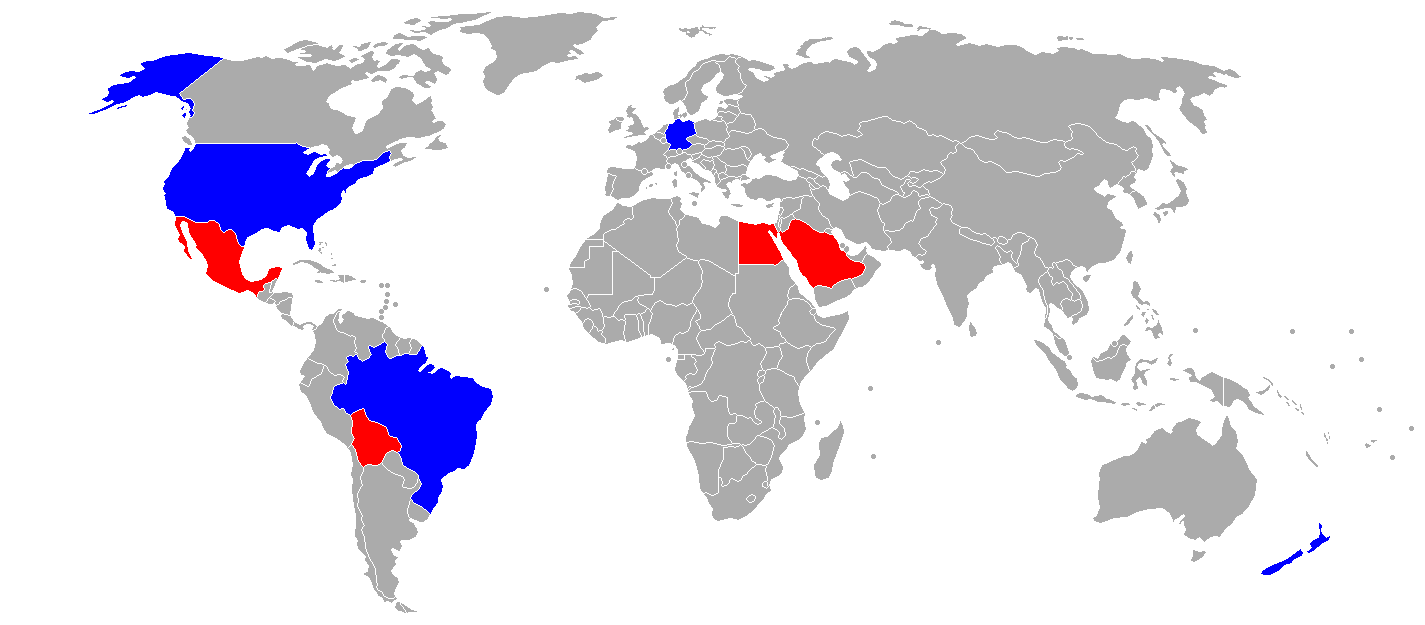
Країни-учасники турніру

В турнірі брали участь тогочасні чемпіони усіх шести конфедерацій, а також чемпіон світу і країна-господар змагань.
| Збірна            | Конфедерація | Кваліфікована як                         | Потраплянь | Дата кваліфікації |
| ----------------- | ------------ | ---------------------------------------- | ---------- | ----------------- |
| Мексика           | КОНКАКАФ     | Господар, переможець Золотого кубку 1998 | 3          |                   |
| Бразилія          | КОНМЕБОЛ     | Фіналіст чемпіонату світу 19981          | 2          | 30 червня 1998    |
| США               | КОНКАКАФ     | Фіналіст Золотого кубку 19982            | 2          | 15 лютого 1998    |
| Болівія           | КОНМЕБОЛ     | Фіналіст Копа Америка 1997               | 1          | 29 червня 1997    |
| Єгипет            | КАФ          | Переможець КАН-1998                      | 1          | 28 лютого 1998    |
| Німеччина         | УЄФА         | Переможець Євро-1996                     | 1          | 30 червня 1996    |
| Нова Зеландія     | ОФК          | Переможець Кубок націй ОФК 1998          | 1          | 4 жовтня 1998     |
| Саудівська Аравія | АФК          | Переможець Кубка Азії 1996               | 4          | 21 грудня 1996    |

1Переможець чемпіонату світу 1998 ( Франція) відмовився від участі в турнірі.
2Переможець Золотого кубку 1998 ( Мексика) кваліфікувався на турнір ще раніше як господар.
3Переможець Копа Америка 1997 ( Бразилія) кваліфікувався на турнір як фіналіст чемпіонату світу 19981.

## Стадіон
Всі матчі були зіграні на:
| Мехіко             | Гвадалахара       |
| ------------------ | ----------------- |
| «Ацтека»           | «Халіско»         |
| Місткість: 115 000 | Місткість: 66 700 |
|                    |                   |

## Арбітри
Список арбітрів, що обслуговували Кубок конфедерацій 1999:
| КАФ - Коффі Коджія АФК - Кім Йон Джу УЄФА - Андерс Фріск | КОНКАКАФ - Жилберто Алкала - Браян Галл КОНМЕБОЛ - Убалдо Аквіньйо - Оскар Руїз |

## Груповий етап

### Група A
| Збірна            | І | В | Н | П | ГЗ | ГП | РГ | О |
| ----------------- | - | - | - | - | -- | -- | -- | - |
| Мексика           | 3 | 2 | 1 | 0 | 8  | 3  | +5 | 7 |
| Саудівська Аравія | 3 | 1 | 1 | 1 | 6  | 6  | 0  | 4 |
| Болівія           | 3 | 0 | 2 | 1 | 2  | 3  | −1 | 2 |
| Єгипет            | 3 | 0 | 2 | 1 | 5  | 9  | −4 | 2 |

| 25 липня 1999 12:00 CDT |

| Болівія                  | 2 — 2 | Єгипет              |
| ------------------------ | ----- | ------------------- |
| Гутьєррес 21' Рібера 40' | Звіт  | Сабрі 8' Радван 63' |

| «Ацтека», Мехіко Глядачів: 85,000 Арбітр: Андерс Фріск (Швеція) |

| 25 липня 1999 14:30 CDT |

| Мексика                               | 5 — 1 | Саудівська Аравія    |
| ------------------------------------- | ----- | -------------------- |
| Бланко 12', 19', 68', 77' Абундіс 21' | Звіт  | ат-Темьят 62' (пен.) |

| «Ацтека», Мехіко Глядачів: 85,000 Арбітр: Оскар Руїс (Колумбія) |

| 27 липня 1999 18:00 CDT |

| Саудівська Аравія | 0 — 0 | Болівія |
| ----------------- | ----- | ------- |
|                   | Звіт  |         |

| «Ацтека», Мехіко Глядачів: 65,000 Арбітр: Браян Галл (США) |

| 27 липня 1999 20:30 CDT |

| Мексика               | 2 — 2 | Єгипет                   |
| --------------------- | ----- | ------------------------ |
| Пардо 15' Абундіс 26' | Звіт  | А. Хассан 79' Камуна 85' |

| «Ацтека», Мехіко Глядачів: 65,000 Арбітр: Кім Йон Джу (Республіка Корея) |

| 29 липня 1999 18:00 CDT |

| Єгипет            | 1 — 5 | Саудівська Аравія                           |
| ----------------- | ----- | ------------------------------------------- |
| Камуна 70' (пен.) | Звіт  | аль-Отаїбі 8', 34', 78', 85' аш-Шахрані 64' |

| «Ацтека», Мехіко Глядачів: 15,000 Арбітр: Убалдо Аквіньйо (Парагвай) |

| 29 липня 1999 20:30 CDT |

| Мексика      | 1 — 0 | Болівія |
| ------------ | ----- | ------- |
| Паленсія 52' | Звіт  |         |

| «Ацтека», Мехіко Глядачів: 55,000 Арбітр: Оскар Руїс (Колумбія) |

### Група B
| Збірна        | І | В | Н | П | ГЗ | ГП | РГ | О |
| ------------- | - | - | - | - | -- | -- | -- | - |
| Бразилія      | 3 | 3 | 0 | 0 | 7  | 0  | +7 | 9 |
| США           | 3 | 2 | 0 | 1 | 4  | 2  | +2 | 6 |
| Німеччина     | 3 | 1 | 0 | 2 | 2  | 6  | −4 | 3 |
| Нова Зеландія | 3 | 0 | 0 | 3 | 1  | 6  | −5 | 0 |

| 24 липня 1999 12:00 CDT |

| Бразилія                                            | 4 — 0 | Німеччина |
| --------------------------------------------------- | ----- | --------- |
| Зе Роберту 62' Роналдінью 72' (пен.) Алекс 86', 87' | Звіт  |           |

| «Халіско», Гвадалахара Глядачів: 60,000 Арбітр: Жилберто Алкала (Мексика) |

| 24 липня 1999 14:30 CDT |

| Нова Зеландія | 1 — 2 | США                       |
| ------------- | ----- | ------------------------- |
| Зоріціч 90+3' | Звіт  | Макбрайд 25' Кіровскі 58' |

| «Халіско», Гвадалахара Глядачів: 60,000 Арбітр: Убалдо Аквіньйо (Парагвай) |

| 28 липня 1999 18:00 CDT |

| Німеччина           | 2 — 0 | Нова Зеландія |
| ------------------- | ----- | ------------- |
| Прец 6' Маттеус 33' | Звіт  |               |

| «Халіско», Гвадалахара Глядачів: 42,000 Арбітр: Коффі Коджія (Бенін) |

| 28 липня 1999 20:30 CDT |

| Бразилія       | 1 — 0 | США |
| -------------- | ----- | --- |
| Роналдінью 13' | Звіт  |     |

| «Халіско», Гвадалахара Глядачів: 54,000 Арбітр: Андерс Фріск (Швеція) |

| 30 липня 1999 18:00 CDT |

| США               | 2 — 0 | Німеччина |
| ----------------- | ----- | --------- |
| Олсен 23' Мур 50' | Звіт  |           |

| «Халіско», Гвадалахара Глядачів: 53,000 Арбітр: Жилберто Алкала (Мексика) |

| 30 липня 1999 20:30 CDT |

| Нова Зеландія | 0 — 2 | Бразилія                          |
| ------------- | ----- | --------------------------------- |
|               | Звіт  | Маркос Пауло 45+2' Роналдінью 88' |

| «Халіско», Гвадалахара Глядачів: 53,000 Арбітр: Кім Йон Джу (Республіка Корея) |

## Плей-оф
|  | Півфінали              | Півфінали              |   |                        | Фінал                  | Фінал |  |
|  |                        |                        |   |                        |                        |       |  |
|  | 1 серпня — Мехіко      |                        |   |                        |                        |       |  |
|  | Мексика (з.г.)         | 1                      |   |                        |                        |       |  |
|  | США                    | 0                      |   |                        |                        |       |  |
|  |                        |                        |   |                        |                        |       |  |
|  |                        |                        |   |                        | 4 серпня — Мехіко      |       |  |
|  |                        |                        |   |                        | Мексика                | 4     |  |
|  |                        | Бразилія               | 3 |                        |                        |       |  |
|  |                        |                        |   |                        |                        |       |  |
|  |                        |                        |   |                        |                        |       |  |
|  |                        |                        |   |                        | Матч за третє місце    |       |  |
|  | 1 серпня — Гвадалахара | 1 серпня — Гвадалахара |   | 3 серпня — Гвадалахара | 3 серпня — Гвадалахара |       |  |
|  | Бразилія               | 8                      |   | США                    | 2                      |       |  |
|  | Саудівська Аравія      | 2                      |   |                        | Саудівська Аравія      | 0     |  |

### Півфінали
| 1 серпня 1999 12:00 CDT |

| Мексика    | 1 — 0 (з.г.) | США |
| ---------- | ------------ | --- |
| Бланко 97' | Звіт         |     |

| «Ацтека», Мехіко Глядачів: 82,000 Арбітр: Кім Йон Джу (Республіка Корея) |

| 1 серпня 1999 15:00 CDT |

| Бразилія                                                                         | 8 — 2 | Саудівська Аравія   |
| -------------------------------------------------------------------------------- | ----- | ------------------- |
| Жуан Карлос 8' Роналдінью 11', 65', 90+2' Зе Роберту 33' Алекс 36', 86' Роні 62' | Звіт  | аль-Отаїбі 22', 31' |

| «Халіско», Гвадалахара Глядачів: 48,000 Арбітр: Оскар Руїс (Колумбія) |

### Матч за 3-тє місце
| 3 серпня 1999 21:00 CDT |

| США                    | 2 — 0 | Саудівська Аравія |
| ---------------------- | ----- | ----------------- |
| Браво 27' Макбрайд 78' | Звіт  |                   |

| «Халіско», Гвадалахара Глядачів: 38,000 Арбітр: Убалдо Аквіньйо (Парагвай) |

### Фінал
| 4 серпня 1999 21:00 CDT |

| Мексика                                | 4 — 3 | Бразилія                                    |
| -------------------------------------- | ----- | ------------------------------------------- |
| Сепеда 13', 51' Абундіс 28' Бланко 62' | Звіт  | Сержінью 43' (пен.) Роні 47' Зе Роберту 63' |

| «Ацтека», Мехіко Глядачів: 110,000 Арбітр: Андерс Фріск (Швеція) |

| Кубок конфедерацій 1999  |
| ------------------------ |
| · Мексика · Перший титул |

## Нагороди
| Золотий м'яч      | Золотий бутс      | Фейр-плей                |
| ----------------- | ----------------- | ------------------------ |
| Роналдінью        | Роналдінью        | Бразилія · Нова Зеландія |
| Срібний м'яч      | Срібний бутс      |                          |
| Куатемок Бланко   | Куатемок Бланко   |                          |
| Бронзовий м'яч    | Бронзовий бутс    |                          |
| Марзук аль-Отаїбі | Марзук аль-Отаїбі |                          |

## Бомбардири

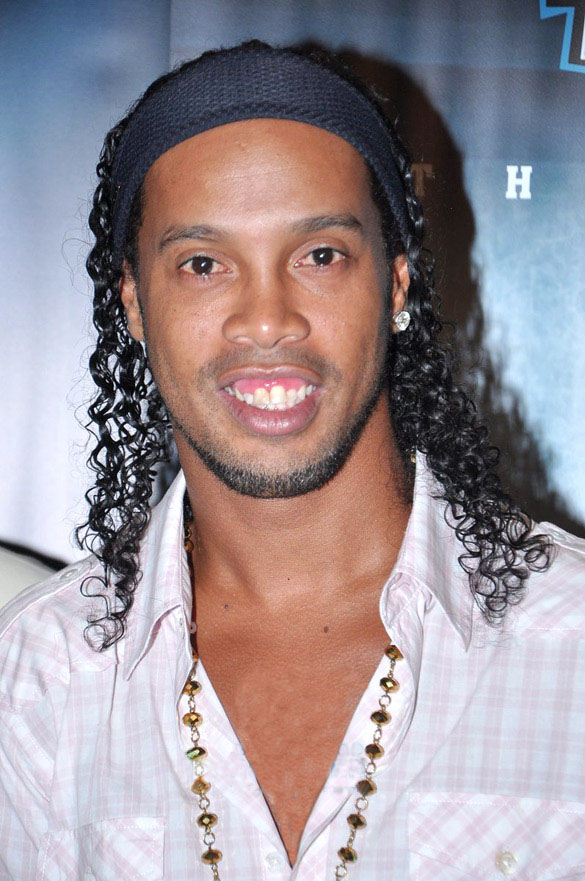
Роналдінью — найкращий бомбардир турніру

6 голів
- Куатемок Бланко
- Марзук аль-Отаїбі
- Роналдінью

4 голи
- Алекс

3 голи
- Хосе Мануель Абундіс
- Зе Роберту

2 голи
- Мігель Сепеда
- Роні
- Самір Ібрагім
- Браян Макбрайд

1 гол
- 19 гравців